# Gustaf Carlson
Gustaf Carlson (Stoccolma, 22 luglio 1894 – Stoccolma, 12 agosto 1942) è stato un calciatore svedese, di ruolo centrocampista.

## Carriera

### Club
Giocò sempre il campionato svedese.

### Nazionale
Con la sua Nazionale partecipò ai Giochi olimpici del 1924, nei quali conquistò la medaglia di bronzo.